# Galumna pusilla
Galumna pusilla är en kvalsterart som beskrevs av Sellnick 1923. Galumna pusilla ingår i släktet Galumna och familjen Galumnidae. Inga underarter finns listade i Catalogue of Life.